# 모건 (2012년 영화)
《모건》(Morgan)은 미국에서 제작된 마이클 D. 에이커스 감독의 2012년 드라마, 멜로/로맨스 영화이다. 리오 미나야 등이 주연으로 출연하였다.

## 줄거리
한 젊은 마비된 성소수자 운동선수가 자신의 기대와는 다른 상황에서 삶을 살아가려고 고군분투한다. 한 사건으로 자신의 허리가 마비되자 모건 올리버는 우울증에 빠지고 텔레비전의 자전거 레이싱을 보면서 맥주를 마시며 슬픔에 잠긴다. 중도에 자신을 도와주는 딘 케이건을 만나 둘 사이에 로맨틱한 관계를 가진다.

## 출연

### 주연
- 리오 미나야
- 잭 케시

### 조연
- 벤 버드
- 데오도르 볼로코스